# Nindža

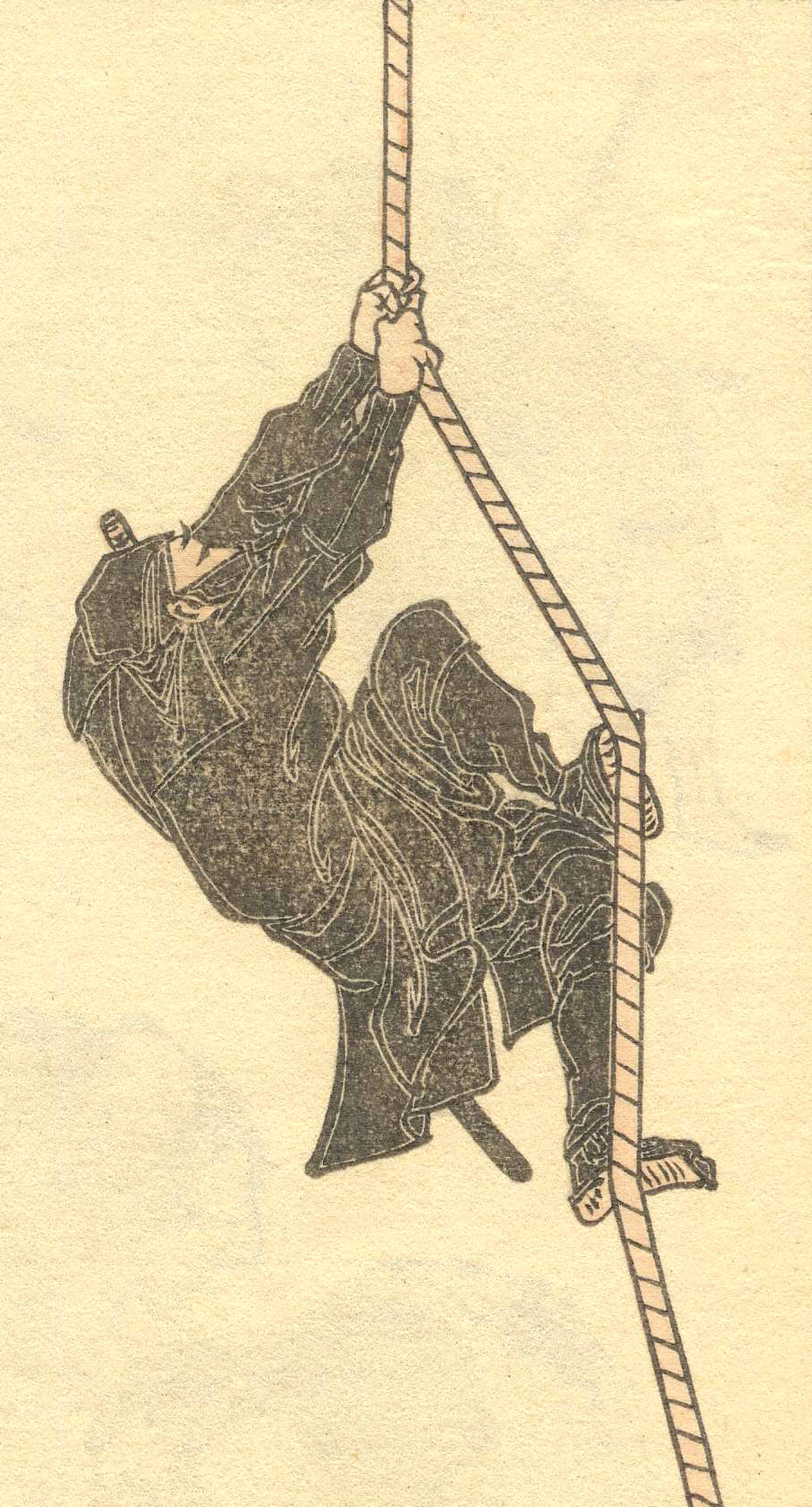
Nindža v raritním vyobrazení od slavného japonského umělce Hokusaje

Nindža (také v anglickém přepisu ninja, japonsky 忍者) byl ve feudálním Japonsku jedinec speciálně vycvičený pro špionážní účely. První zprávy o nindžích se objevují od 6. století, tedy v období vlády císařovny Suiko.[zdroj?] Konec období nindžů je spojován se začátkem období Edo, kdy Japonsku vládla rodina Tokugawa.[zdroj?]
Nindžové byli mistry v umění dříve zvaném šinobidžucu (šinobi - vkrádat se), dnes známém jako nindžucu. Toto umění v sobě zahrnovalo jak různé druhy boje (ať už se zbraněmi či holýma rukama), techniky nenápadného pohybování se v krajině, tak třeba různá řemesla, zpěv či tanec.

## Praktiky a schopnosti
Legendy (některé nepochybně rozšířeny samotnými nindži) a moderní filmy připisují nindžům až nadpřirozené schopnosti:
- Rychlost převyšující sledovací schopnost oka.
- Schopnost ukrást naprosto cokoliv (například nošené spodní prádlo) bez povšimnutí okradeného.
- Prorážení zdí rukou (i když v případě v Japonsku běžných tenkých dřevěných stěn mohlo jít o skutečnou schopnost).
- Rovnováhu umožňující nejen běžet po provaze (nataženém mezi budovami) a stát na meči, ale také se odrážet od stěn budov
- Neuvěřitelně dlouhé skoky, připomínající létání.
- Někdy i optickou neviditelnost (viz technika skrývání).
- Opět optická chůze či běh po vodě (do dna jsou zapíchnuty kůly, na které si ninjové stoupli a vypadalo to jako chůze po vodě).
- Také někdy ovládání živlů (ohnivé bomby, skrývání v zemi..) a technika využívající tok čakry – pokud se nindža soustředí, dokáže dokonalé věci.
- Patrně největší fikcí je nošení černého oblečení. Nindžové nosili obleky různé barvy, podle prostředí, ve kterém zrovna operovali (bílé ve sněhu, hnědé či tmavě zelené v lesích). Černé oblečení nosili velice spoře.

Nindžové byli vybaveni mnoha skrytými zbraněmi a nástroji. Za legendami o létání patrně stojí používání obdoby moderního rogala (samozřejmě bezmotorová varianta). Nindžové používali rovněž jedy. Zbraně byly zcela účelové, nedbali na krásu a propracovanost. Většinou měla jedna zbraň až pět funkcí. Byli vycvičeni i v zacházení s ohněm, používali primitivní granáty a zápalné bomby.[zdroj?]
Nindžové podle legend používaly čtyři druhy technik:
- taidžucu – umění boje rukama nebo zbraní,
- nindžucu – umění využívající schopnosti založené na základním elementu, např. ohni,
- gendžucu – umění iluze a zkreslení reality,
- dokudžucu – umění jedu.

## Nindžové v historii
Na konci 16. století byla dobře známá škola nindžucu například v provincii Iga, tu však vyplenil daimjó Nobunaga Oda, který vydal i rozkaz na vyvraždění všech, včetně žen, dětí i mnichů. V odplatě se o zavraždění Nobunagy neúspěšně pokusil nindža z Igy: Po proniknutí do Nabunagova hradu, kde se dajmjó cítil relativně v bezpečí pod ochranou mj. i svých najatých nindžů (z jiného klanu než z Igy), se nindža pokoušel použít jed (akonitin) z oměje, spustit ho Nabunagovi do úst po niti škvírou ve stropě, Nabunaga se ale nenadále probudil. Příprava na akci vyžadovala spolupráci spřátelených sluhů a mnoho příprav, prozrazenému a pronásledovanému nindžovi se pak podařilo uprchnout, i za pomoci kovových ježků rozhozených na klíčová místa cesty.
Nindžovských skupin bylo vícero, po rozprášení nindžů z Igy ze zbývajících mužů jich sto najal jako svou osobní ochranku Iejasu Tokugawa, když se vracel oklikou přes hory a les poražený z bitvy.

## Nindžové ve fikci

### Knihy
- Ninji zmiňuje např. James Clavell (dokonce dvě různé skupiny) v knize Šógun (zfilmováno jako "Zajatec japonských ostrovů"), kde jedna skupina cizích ninjů zaútočila na hrad, pak zase jeden Tokugawův nindža Anginovi zapálil jeho rozestavěnou loď.
- S uměním pravého nindžu-tsu pracuje ve svém díle Noční klub i Jiří Kulhánek.

### Filmy
Je možné, že nindžové byli mistry bojových umění Džú-džucu a kendžucu. Ve filmech ovšem používají i čínské kung-fu nebo modernější karate, džudó a kendó.

#### Anime
Nindžové se taky objevují v japonských animovaných seriálech. Nejznámější v ČR je Naruto.

## Zbraně a nástroje

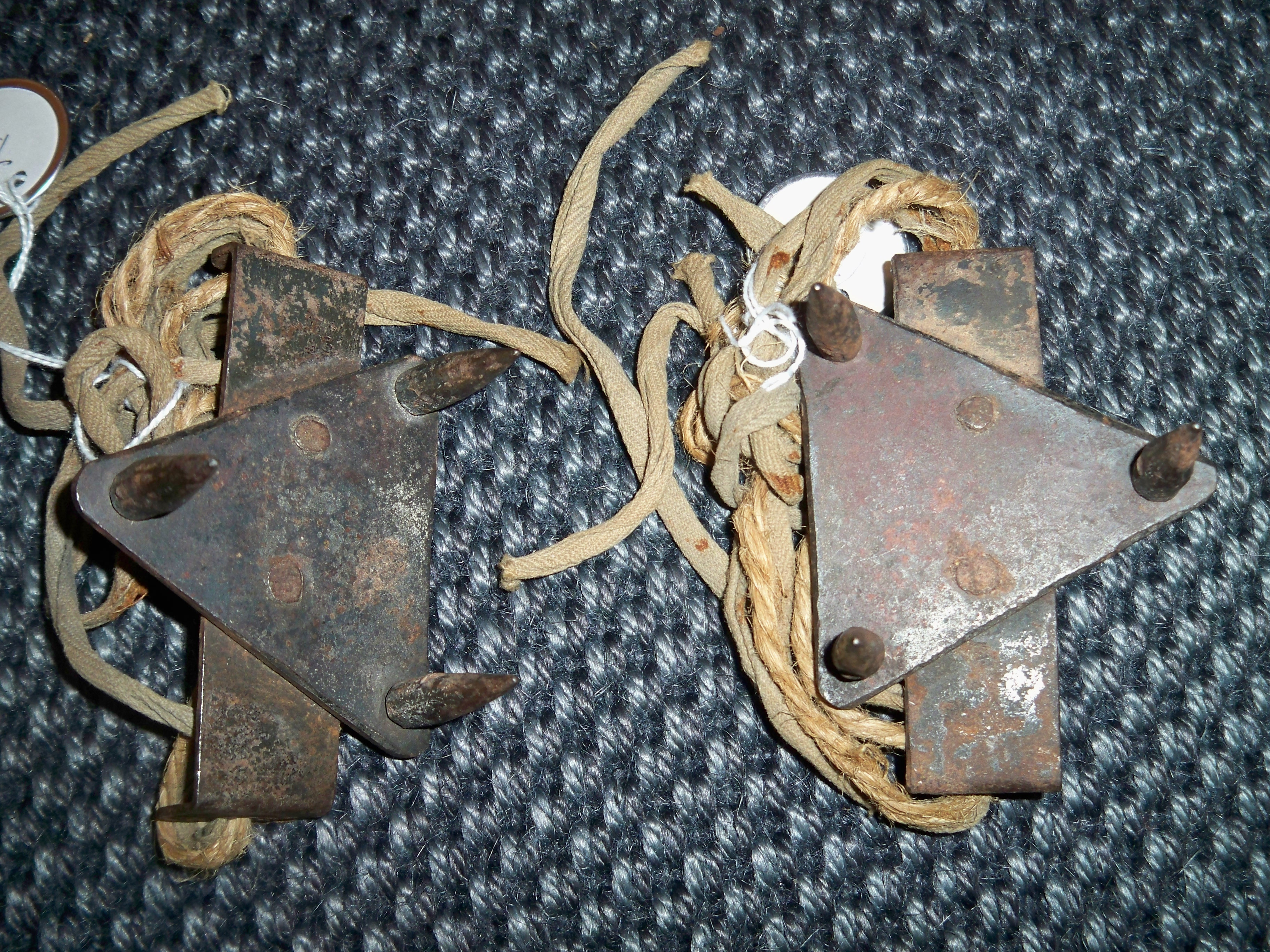
Ašiko - lezecká pomůcka
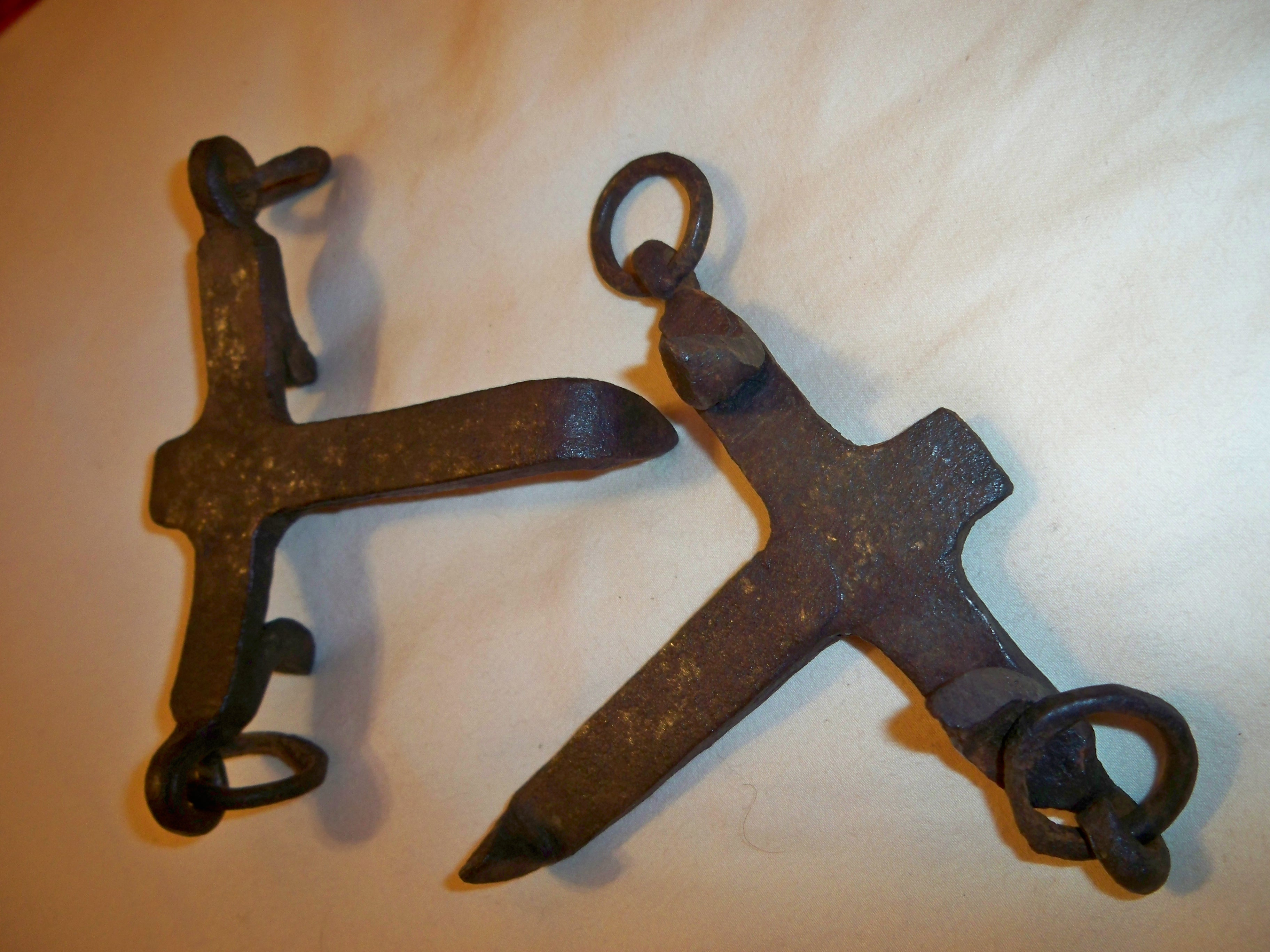
Ašiko- lezecká pomůcka
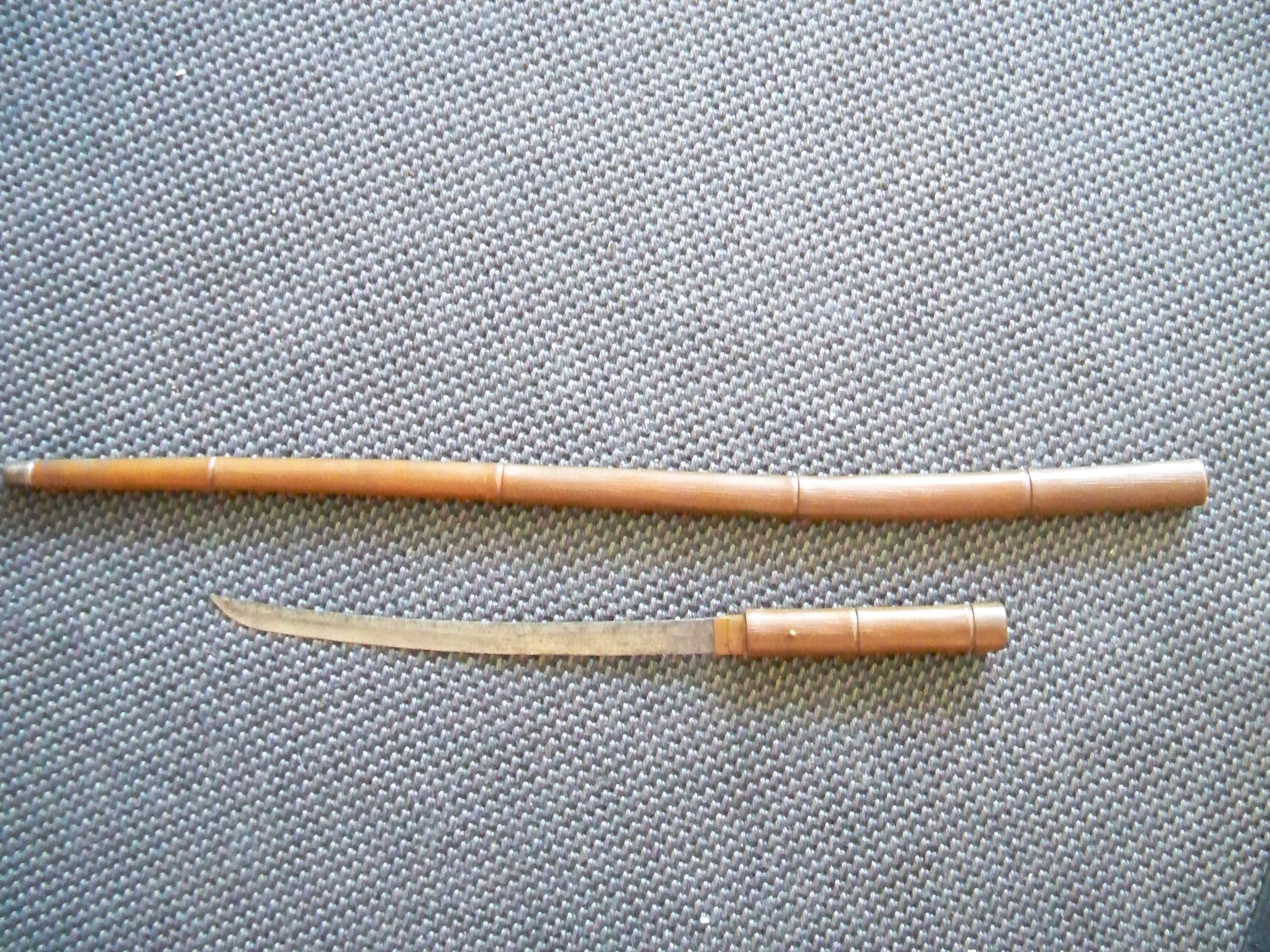
Šikomizue - meč v holi
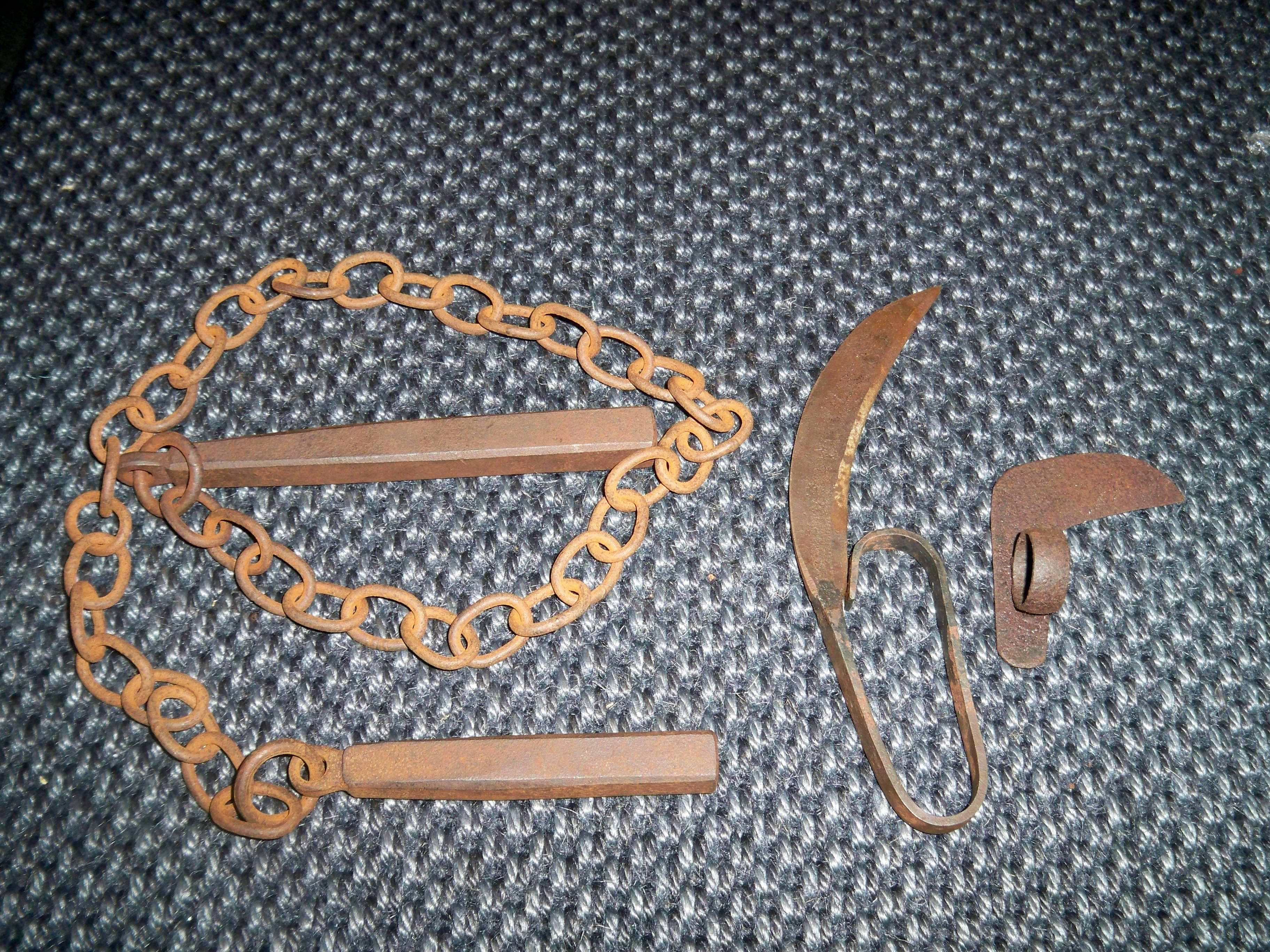
Manriki.
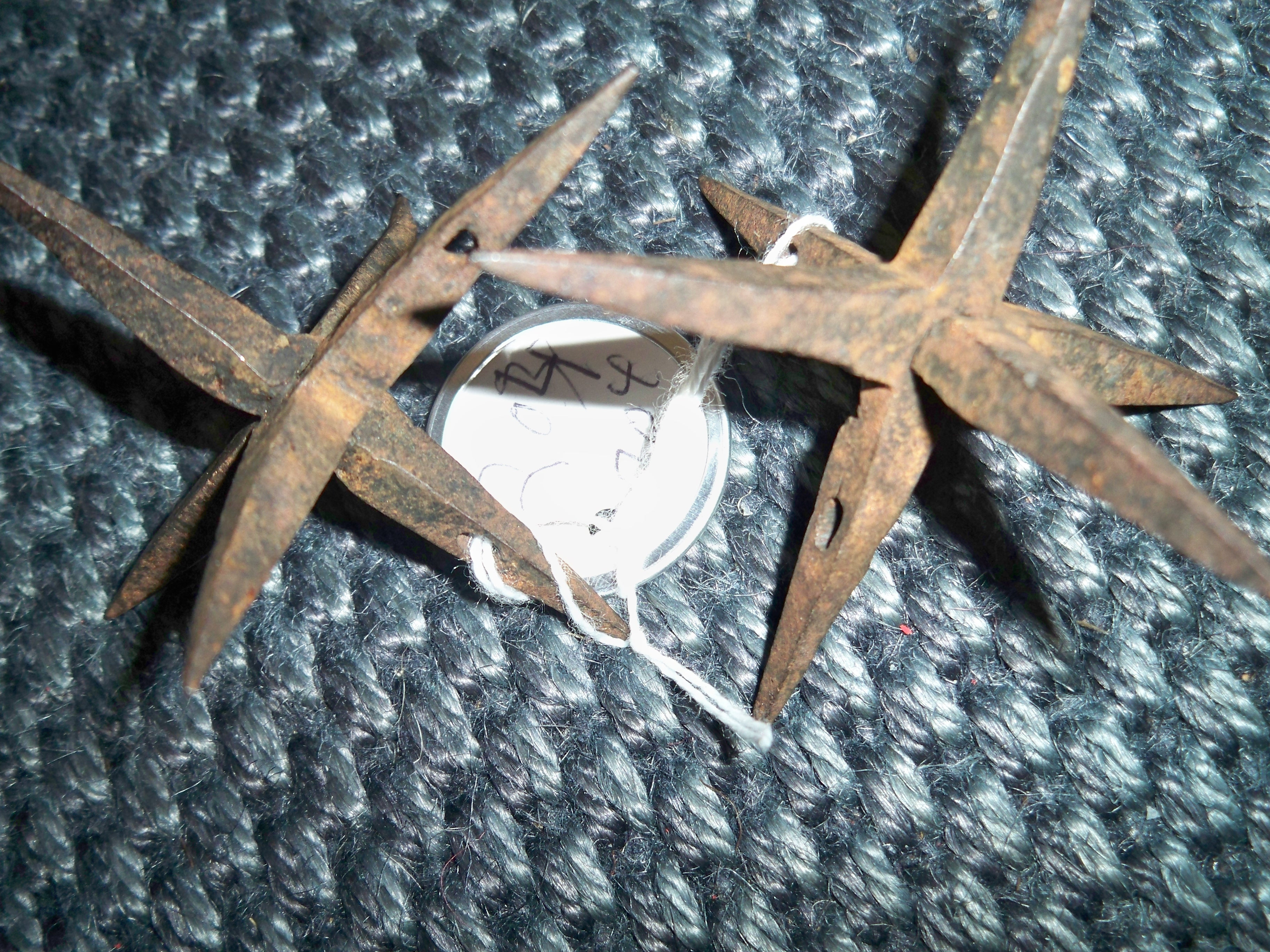
Tecu biši - kovoví ježci
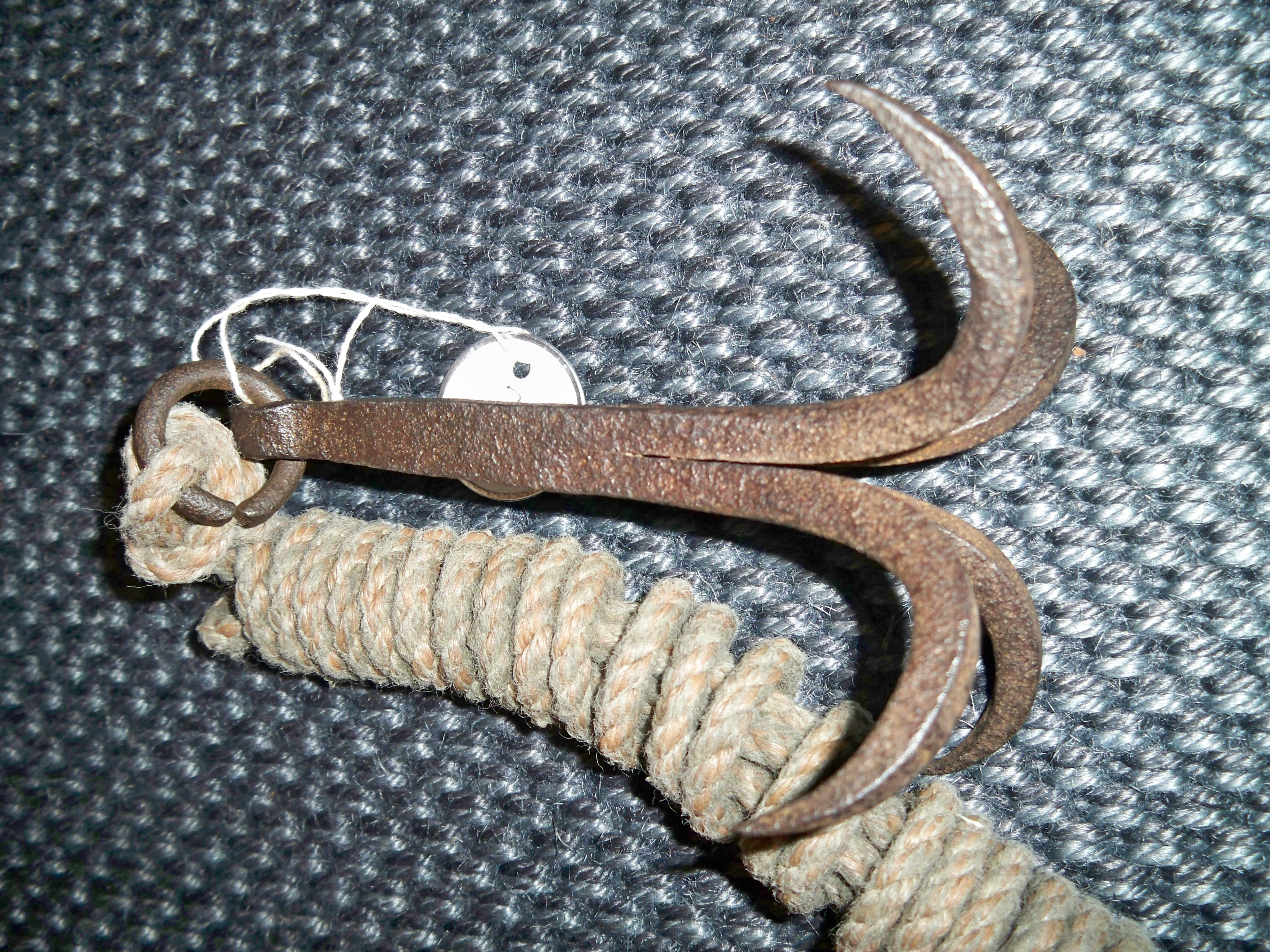
Kaginawa - vrhací kotva s lanem ke šplhání
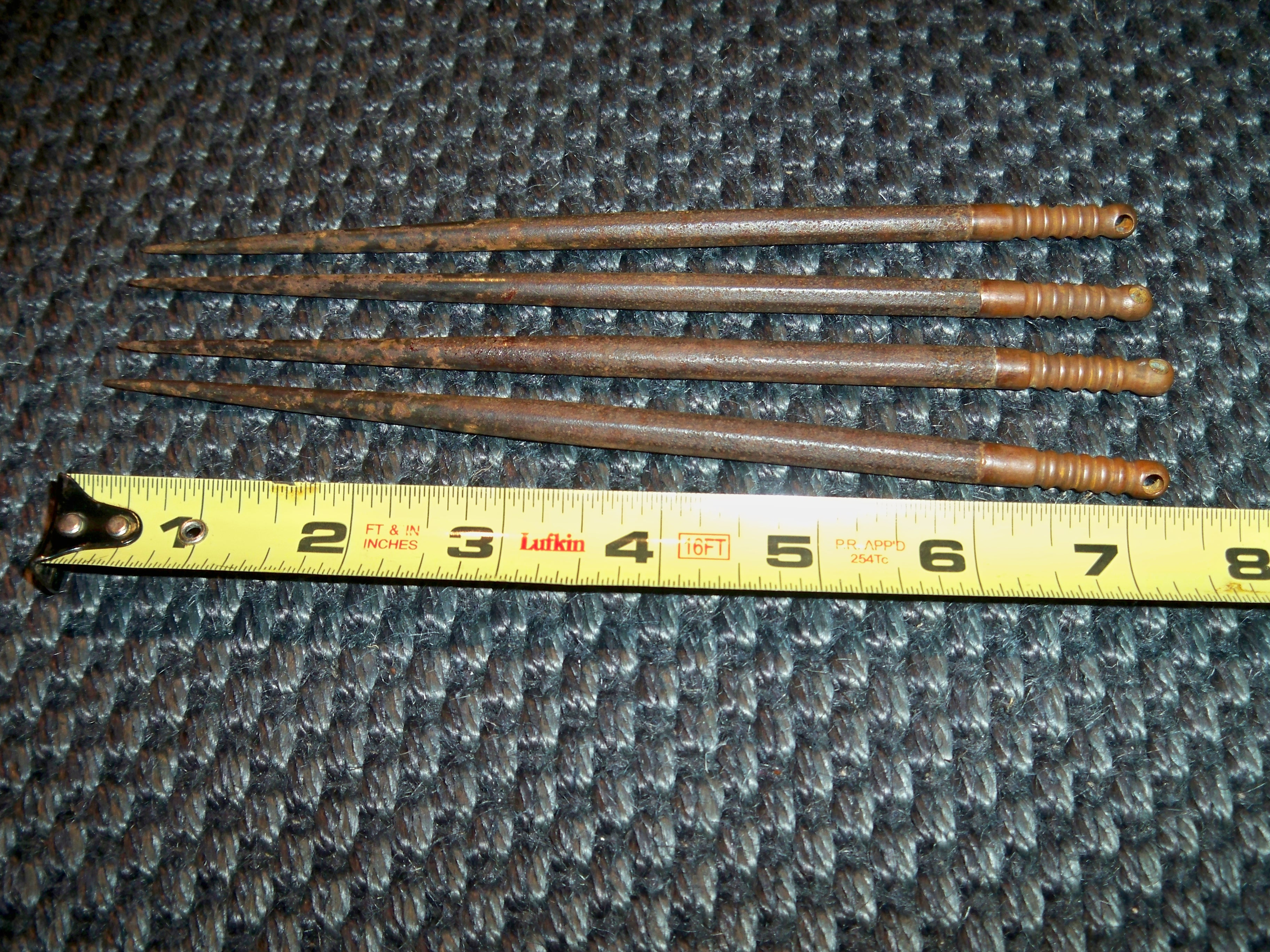
Bo šuriken - vrhací šipky
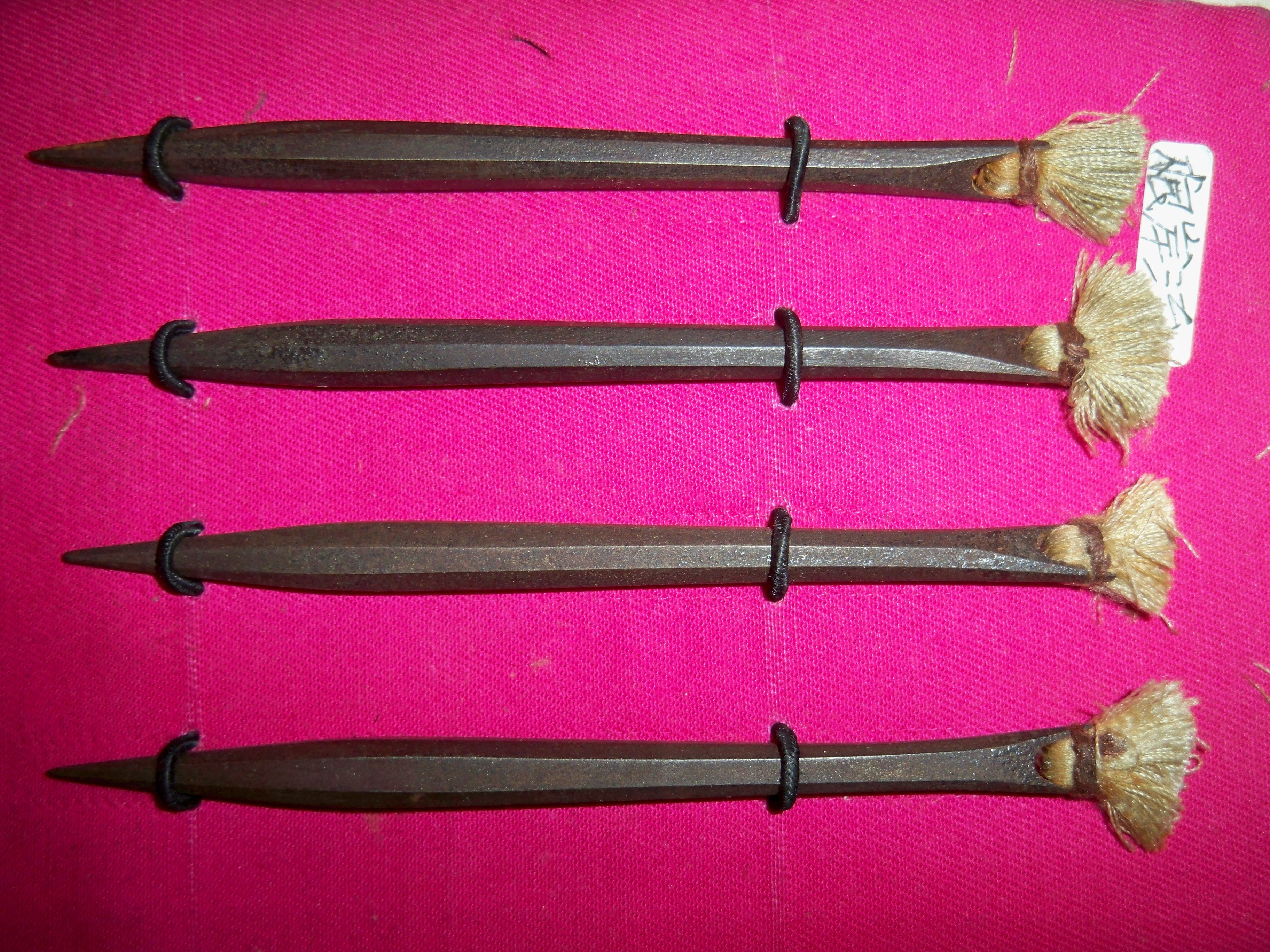
Bo šuriken - vrhací šipky
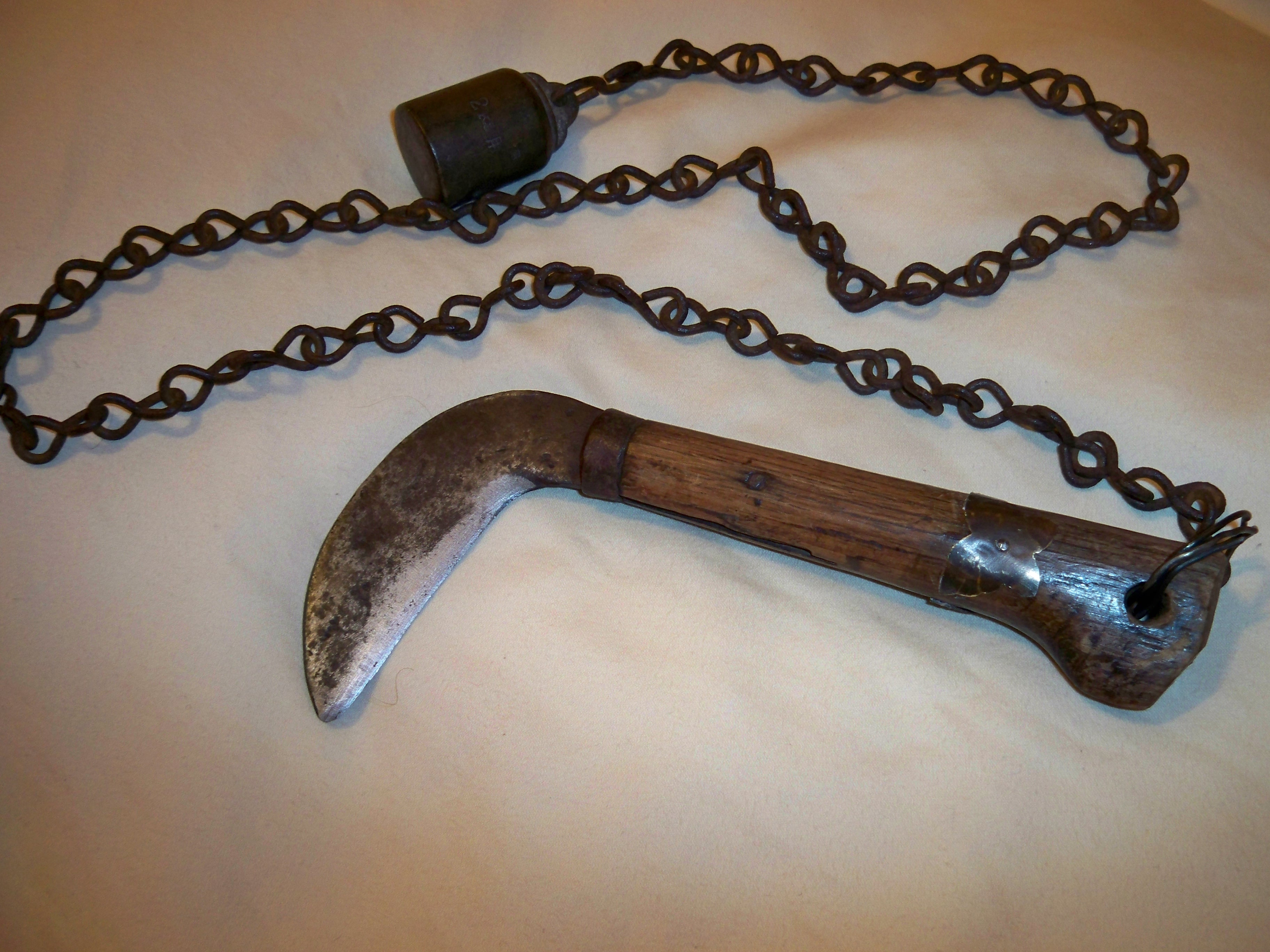
Kusarigama - srp na rýži se závažím na řetězu, k obmotávání kolem nohou nepřátel
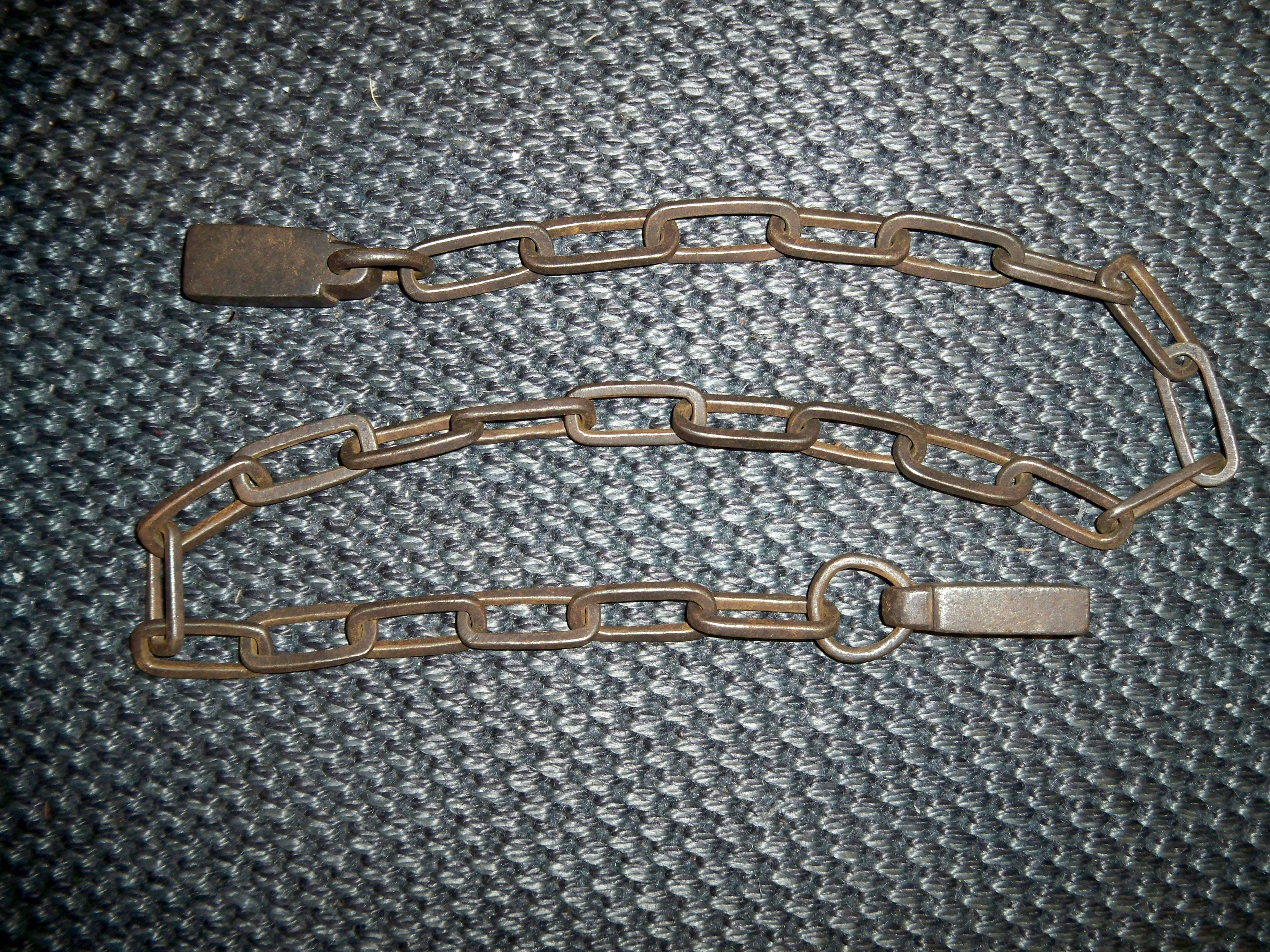
Manriki.
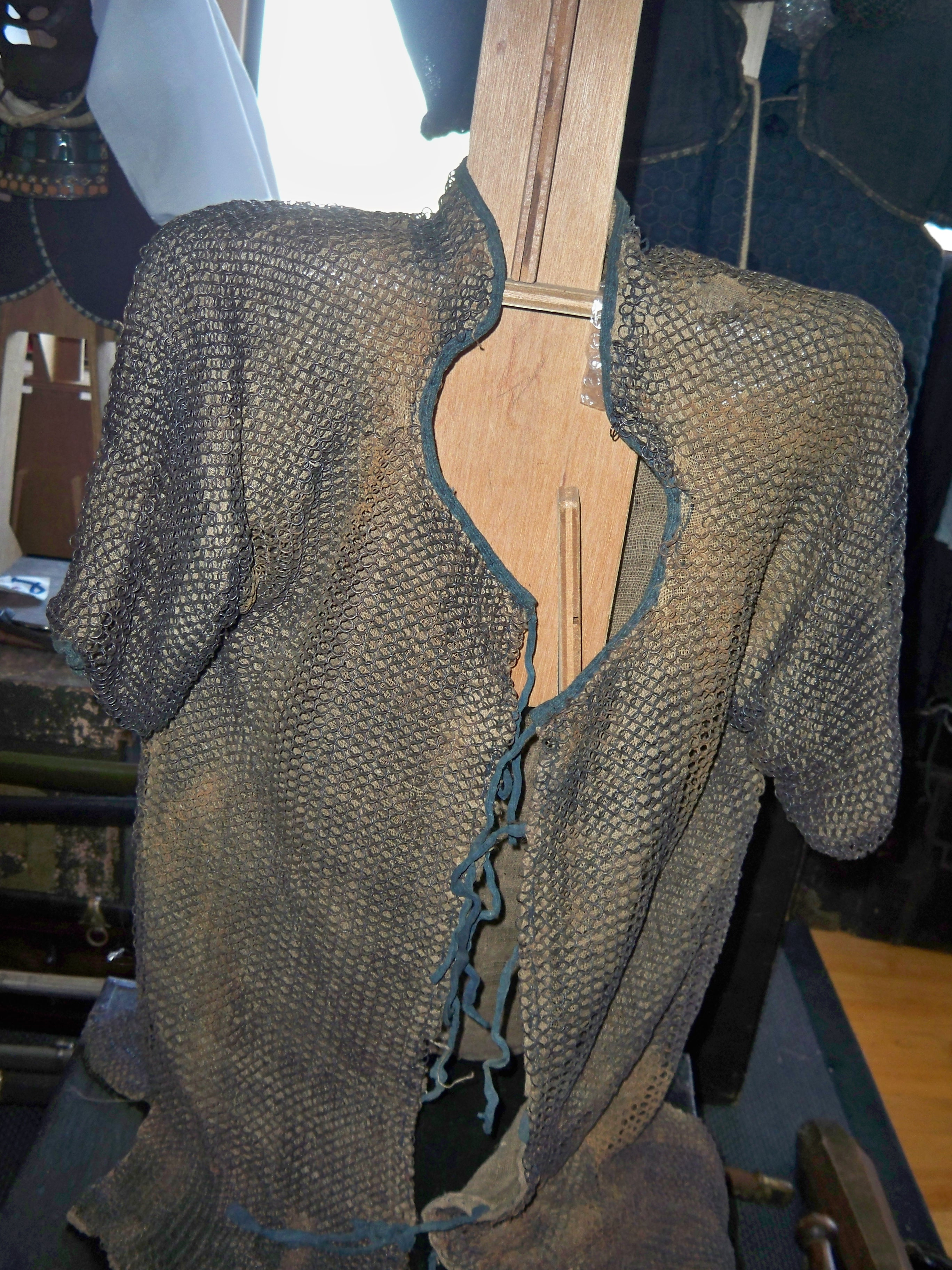
Kusari katabira.
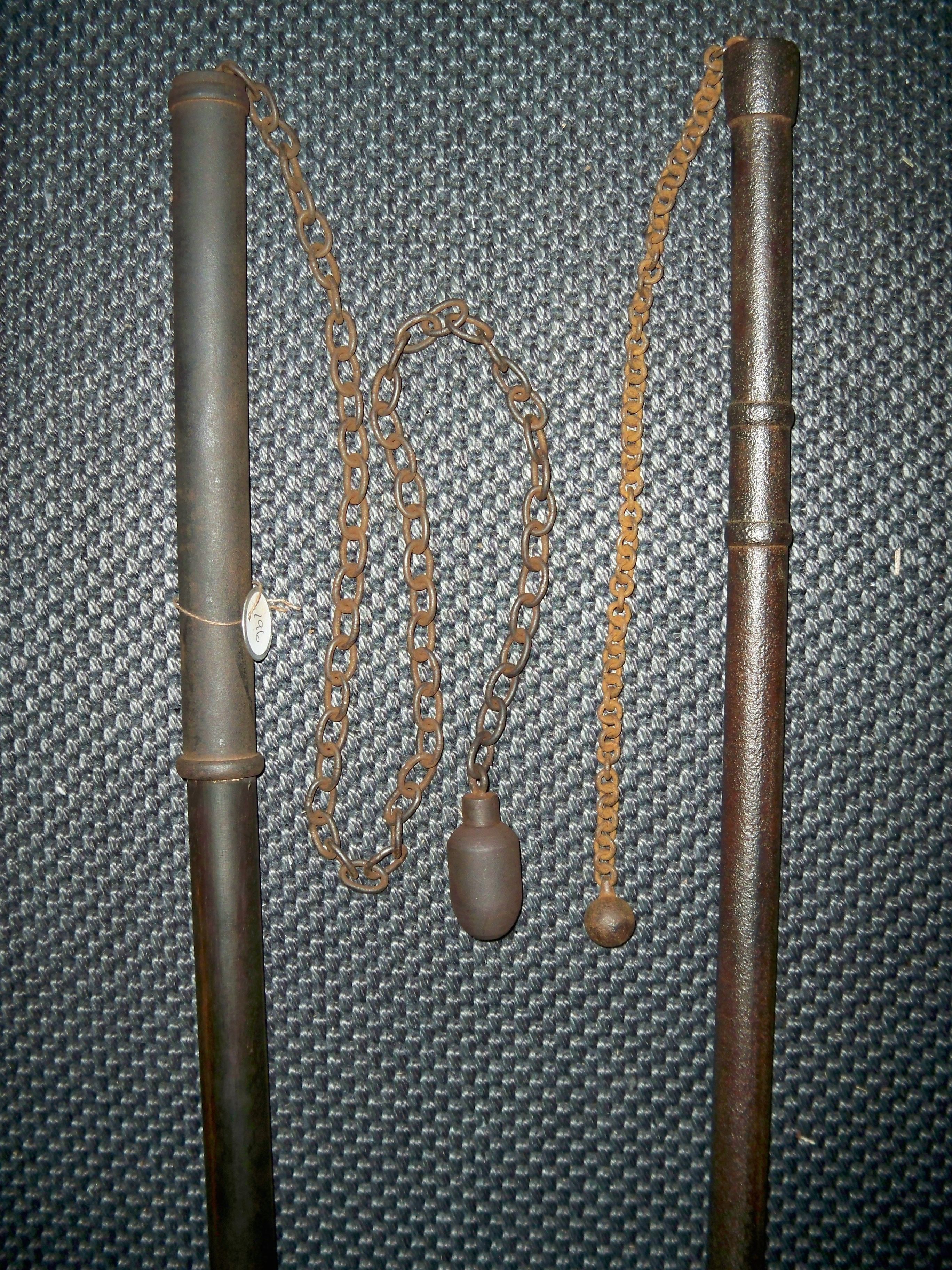
Čigiriki.